# 小行星6880
小行星6880（英語：6880 Hayamiyu）是一颗围绕太阳公转的小行星。1994年10月13日，大友哲在藤枝市发现了此天体。
这颗小行星的绝对星等为113.95766等。